# FIFA 100

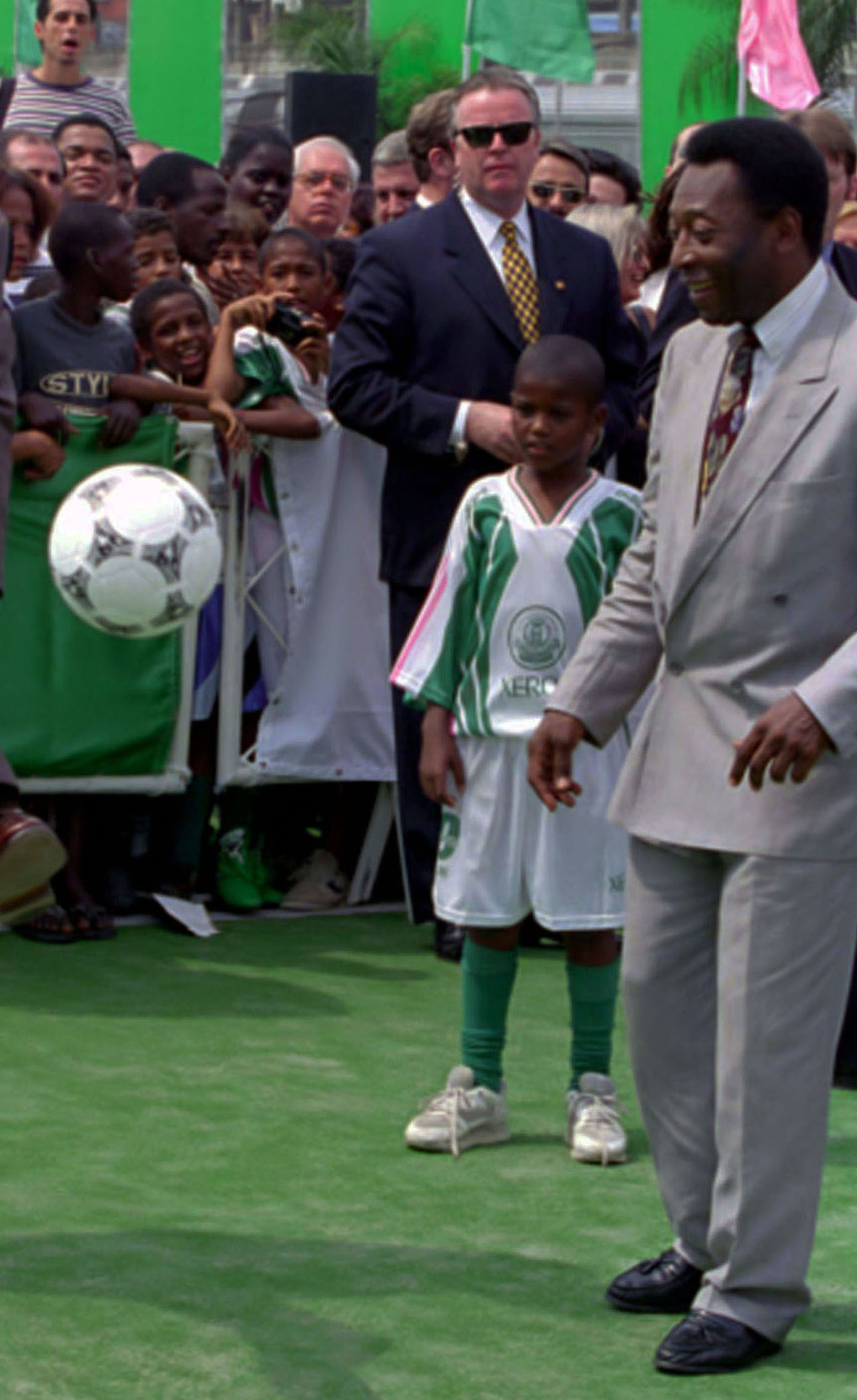
比利

FIFA 100，是2004年3月4日，为纪念国际足联成立100周年，在伦敦的纪念活动上公布的历史上在世的最伟大的125名球员名单。名单中所谓的100，是指100周年纪念活动，而并非名单人数。该名单是巴西著名球星比利拟定的。名单包括123名男球员和两名女球员（米歇尔·埃克斯和米亚·哈姆）。名单公布时，共有现役球员50人和退役球员75人。
评论界对于这份名单的公正性议论纷纷。英国权威的足球政治家大卫·梅勒就在伦敦的《旗帜晚报》的专栏上撰文指出：这份名单上球员的国家分布很广，但事实上比利应该更偏重于欧洲和南美洲这两个足球的传统地区。因此，他怀疑这份名单有可能是根据国际足联执行委员会的意图撰写的，并非比利本人真实的意思。其他一些评论也指出女子足球的发展远远落后于男子足球，因此不应该有2名女子球员上榜。而且这份名单只局限于当代球员，对于一些去世的伟大球员却视而不见，例如巴西著名前锋加林查就未能出现在名单上。